# Сони Ериксон W200
Сони Ериксон W 200 је модел телефона из сони-ериксонове W серије.

## Карактеристике

### Музика
- Вокмен плејер 1.0
- Подржава МП3, ААЦ, мп4 and 3гп
- 256  Мемори стик микро (M2™) слот (до 2 GB)
- Софтвер за повезивање са рачунаром
- Стерео слушалице
- ФМ радио са RDS-ом

### Повезивање
- НетФронт браузер
- Инфраред
- 2.0

### Техника
Екран
- 65,000 боја, TFT LCD екран

Димензије
- 101 x 44 x 18

Маса
- 85

Меморија
- 27